# Hungry Joker
Hungry Joker (ハングリージョーカー?, Hangurī Jōkā, lett. "Joker affamato") è un manga scritto e disegnato da Yūki Tabata, pubblicato tra il 12 novembre 2012  e il 13 maggio 2013 sulle pagine di Weekly Shōnen Jump. Inizialmente pubblicato come one-shot nel 2011, purtroppo la scelta di cambiare di molto la trama originale porterà a uno scarso successo e alla sospensione della serie al ventiquattresimo capitolo. In Italia è stato pubblicato da RW Edizioni dal 2014 al 2016.

## Trama
La storia segue le vicende dello scienziato Haiji e della sua assistente Chitose che un giorno vengono chiamati per investigare su uno strano cadavere. Esso si trasforma in un mostro che Haiji deve combattere e nel frattempo deve investigare su una strana mela col potere di rigenerarsi che fornisce il controllo sulla gravità a chiunque la mangi. Scoprono dal creatore del mostro, di nome Killed, che tale mela è un Eureka chiamato Mela di Newton e investigando arrivano a scoprire un probabile secondo oggetto magico, il Martello di Pitagora conservato al British Museum di Londra. Una volta sul posto ne conoscono l'utilizzatore, Alan Blackman;da lui vengono a conoscenza dei Mavro, una sorta di razza divina unitasi in un'organizzazione di cui Killed stesso fa parte. Proprio in quel momento vengono attaccati da un secondo membro in grado di controllare l'elettricità chiamato Ragins. Haiji, assieme ad Alan, riesce a sconfiggerlo.
In seguito si dirigono in Francia, in unh piccolo villaggio dove è sorto un vero e proprio labirinto di nebbia, creato da quella che chiamano la strega; ad Haiji e Chitose si unisce la "Dama d'Acciaio", Vivianne Blanchard, con il potere di mutare il corpo in metallo. Assieme a lei e al nipote della "strega" Nils Lees, giungono al centro del labirinto, dove scoprono la donna ormai morta, uccisa da un terzo membro della Mavro di nome Dodomekis che afferma di averla uccisa per impossessarsi del suo Eureka, l'Eolipila di Erone. Nils decide di combattere con Vivianne e Haiji utilizzando l'Eureka della nonna e alla fine lo sconfiggono. Viene però finito dal suo superiore, Nacht, che appare sulla scena tramite un buco spazio temporale creato con i suoi poteri. Dopo aver finito Dodomekis rivela di essere il fratello maggiore di Haiji e che quest'ultimo è un mezzo sangue Mavro. Gli chiede di unirsi a lui, ma lo scienziato rifiuta, affermando avrebbe fatto di tutto per sconfiggerlo.
A causa di un avvelenamento causato dal Becco di Curaro, l'Eureka di Dodomekis, il gruppo si dirige alla sezione medica del White Joker a Roma, dove fanno conoscenza di Riz Aquilanti, chiamato il "Soldato di Maria", il miglior medico dell'organizzazione, e con cui partecipano ad un'asta di dipinti per procurarsi i Dipinti di Lansteiner, un Eureka che sceglierà come utilizzatrice l'assistente di Haiji, Chitose, la quale fino ad ora ha seguito lo scienziato rischiando la vita.
Seguirà una battaglia tra i White Joker e alcuni membri della Mavro,  durante la quale sarà risvegliato l'Eureka supremo, ossia il Frutto Edenico della conoscenza che fornirà l'Onnipotenza ad Haiji, consentendogli di vincere la battaglia con Killed.
Un anno dopo i White Joker si trovano nei pressi della base di Mavro, pronti a fare irruzione.

## Personaggi

### Protagonisti
Haiji/Barschheit (ハイジ?, Haiji)
Protagonista, un bambino geniale che è in grado di usare i poteri della mela di Newton. All'inizio della storia soffre di amnesia e si ricorda solo della mela in mezzo ad una montagna di cadaveri scintillanti. Pian piano scoprirà di essere stato usato come cavia per un esperimento del fratello. In realtà non è un essere umano ma un ibrido umano-mavro. All'inizio è privo di emozioni, ma pian piano le riacquisterà. Interessato a sperimentare il più possibile riguardo agli Eureka, non disdegna l'usare sé stesso come cavia.
Chitose Torioji (鳥居大路千歳?, Torīōji Chitose)
L'assistente di Haiji. Sarà scelta dai dipinti di Landsteiner.

### White Joker
La White Joker (ホワイトジョーカー?, Howaito Joka) è un'organizzazione che si occupa di salvare il mondo dalle mani dei Mavro. Possiede sedi in Francia, una a Londra e una, la sezione medica, a Roma; è collegata all'ONU e possiede strumenti tecnologici molto avanzati.
Alan Blackman (アラン・ブラツクマン?, Aran Buratsukuman)
Curatore del British Museum in possesso del martello di Pitagora. Sebbene si mostri sicuro di sé è spaventato a morte da qualsiasi situazione di pericolo.
Mira Caldicot (Mira Karudikotto?)
La compagna di Alan; ha scoperto come usare il martello di Pitagora per curare le ferite.
Viviane Blanchard (ヴィヴィアン ブランシャール?, Bibian Burankarudo)
Una ragazza dell'alta società rifiutata dai genitori dopo l'aspetto mostruoso assunto dall'installazione nel suo corpo del Rubino di Sumer. Verrà curata poi dai White Joker che le insegneranno ad usare il suo potere. Si innamorerà di Haiji quando le dirà di trovare eccezionale il suo aspetto da trasformata. Adora il tè alle rose e si comporta sempre come una principessina; odia il dover mostrare il suo vero aspetto agli altri.
Nils Lees (ニルス＝リース?, Nirusu Risu)
Un ragazzo che vive tutto solo in un piccolo villaggio francese, vuole sapere cosa è successo alla nonna, rinchiusa in un labirinto creato dal suo Eureka. Dopo averne ottenuto il possesso e dato l'ultimo saluto alla nonna si unirà ai White Joker.
Riz Aquilanti (リズ・アキランティ? Rizu Akirantei)
Medico dei White Joker, conosciuto come "Soldato di Maria" per la sua capacità di individuare e capire all'istante la malattia tramite i raggi x e messi dal suo eureka. Gli piace travestirsi da donna per calmare i pazienti, anche se é un uomo

### Mavro
I Mavro (黒い神軍?, Maburo) sono una sorta di entità divine che disprezzano il genere umano e lo utilizzano come cavia per i propri esperimenti. Conosciuti anche come "Compagnia del Dio Nero" sono vestiti sempre di scuro e sono gli unici a poter sfruttare a fondo il potere degli Eureka.
Killed (キルド?, Kirudo)
Rosalie (ロザリー?, Rozari)
Unico membro donna dei Mavro, è in stretta relazione con Nacht e Killed. Non possiede Eureka, ma può muoversi molto rapidamente. Sarà uccisa da Alan e Mira.
Ragins (ラギンス?, Raginsu)
Membro sadico e pazzoide, utilizza l'Ambra di Talete. Viene sconfitto da Haiji e Alan.
Dodomekis (ドドメキ?, Dodomekisu)
Membro fissato con le donne, possiede il Becco di Curaro. Uccide la nonna di Nils ma sarà poi ucciso da Nacht.
Nome sconosciuto
Membro che possiede due Eureka, uno che controlla la luce è uno la riflette. Si definisce dio è si ritiene molto più forte degli altri membri. Viene sconfitto da Haiji con l'aiuto di Chitose.
Nome sconosciuto
Membro che attacca Pechino. Vestito con una bandana, può creare esplosioni a distanza. Sadico e amante dell'assassinio, verrà ucciso da Vivianne.
Nome sconosciuto
Membro che usa il ghiaccio, pieno di cicatrici e due segni in faccia simili a scottature sotto gli occhi . Di indole pessimista come Nils, proprio da lui sarà sconfitto.
Nacht (ナシャス?, Nasyasu)
Fratello maggiore di Haiji. Il suo potere gli permette di creare varchi spaziotemporali tramite un metodo sconosciuto.
- Almeno altri sei membri apparsi nell'ultimo capitolo bella base di Mavro.

### Altri
Nonna di Nils
Chiamata la strega dagli abitanti in cui vive, fu colei che prima del nipote possedette l'Eolipila di Erone. Creò un labirinto di nebbia in cui intrappolò Dodomekis di Mavro fino all'arrivo di Heiji e compagni e lo mantenne anche dopo la sua morte. Sarà Nils a dissipare la nebbia e controllare il suo Eureka.
Medico
Una scimmia, assistente e compagna di Riz.

## Eureka
Gli Eureka (エウレカ?) sono strumenti che in passato hanno permesso a varie persone di portare a termine importanti scoperte scientifiche. Se usati da un individuo compatibile forniscono particolari poteri.
- Frutto Edenico della conoscenza (エデンの知恵の実?, Eden no Chie no Mi): conosciuto anche come Eureka Perfetto (完璧エウレカ?, Kanpeki Eureka) è il Frutto della Genesi e la madre di tutti gli altri Eureka. Sebbene appartenesse ai giorni della nascita del mondo secondo i membri del White Joker è possibile ricrearlo ai giorni nostri. Con esso è possibile ottenere l'Onnipotenza (全知全能の力?, Zenchizen'nō no Chikara)(Letteralmente significa "potere dell'Onnipotente")
- Mela di Newton (ニュートンのリンゴ?, Nyūton no Ringo): l'eureka di Haiji, permise a Newton di scoprire la legge della gravità. Un morso permette di controllare la gravità per un tempo limitato.
- Martello di Pitagora (ピタゴラスの金槌?, Pitagorasu no Kanadzuchi): posseduto da Alan, fornisce il controllo sulle onde sonore.
- Ambra di Talete (タレスの琥珀?, Taresu no Kohaku): una piccola barra di ambra nelle mani di un membro della Mavro, permette il controllo dell'elettricità. È lo strumento con cui furono svolti i primi esperimenti di elettrostatica.
- Rubino di Sumer (シュメールのルビー?, Shumēru no Rubī): installato nel corpo di Vivi, permette di modellare il proprio corpo come metallo. Legato alla scoperta sumera del bronzo.
- Becco di Curaro (クラーレの嘴?, Kurāre no Kuchibashi): posseduto da Dodomekis di Mavro, permette di produrre e controllare il dosaggio di varie droghe, anche per aumentare le prestazioni del proprio corpo. Proviene da un uccello amazzonico il cui becco si ricopre della linfa velenosa della pianta di cui ai nutre ed è usato come arma dagli indigeni.
- Eolipila di Erone (アイオロスの球?, Aiorosu no Kyū): permette il controllo della nebbia e in generale del vapore acqueo. Posseduta prima dalla nonna di Nils e poi da lui stesso.
- Dipinti di Landsteiner (ラントシュタイナーの絵の具?, Rantoshutainā no Enogu): venduti all'asta, sceglieranno come utilizzatrice Chitose. Sono legate a Landstainer, lo scopritore dei gruppi sanguigni e sono stati in parte realizzati con sangue umano.
- Carta fluorescente di Roentgen (レントゲンの蛍光紙?, Rentogen no Keikōshi): l'Eureka del dottor Riz.
- Semi di Darwin (ダーウィンの種?, Dāwin no Tane): posseduti da Killed.  Correlati al potere dell'evoluzione.
- Piselli di Mendel (メンデルのエンドウ?, Menderu no Endō): posseduti da Killed. Permettono la mutazione genetica.
- Sconosciuto: Eureka di Mavro a forma di roccia. Controlla i laser.
- Sconosciuto: Eureka di Mavro a forma di prisma a base triangolare. Permette di riflettere i raggi di luce.
- Sconosciuto: Eureka di Mavro a forma di corno con il quale si può controllare e creare il ghiaccio.
- Sconosciuto: Eureka di Mavro a forma di pietra nera con il quale si possono innescare esplosioni a distanza.

## Volumi
| Nº | Titolo italiano Giapponese 「Kanji」 - Rōmaji | Data di prima pubblicazione          | Data di prima pubblicazione             |
| Nº | Titolo italiano Giapponese 「Kanji」 - Rōmaji | Giapponese                           | Italiano                                |
| 1  | Hungry Joker 1 「ハングリージョーカー」 - Hangurī Jōkā 1 | 4 aprile 2013 ISBN 978-4-08-870723-5 | 23 agosto 2014 ISBN 978-88-6712-264-6   |
| 1  | Capitoli - 01. La mela della scoperta (発見の果実?, Hakken no ringo) - 02. Una persona che appare dall'ignoto (未知から現れた者?, Michi kara arawareta mono) - 03. Genio vs dio (天才 ｖｓ.バーサス 神?, Tensai Bāsasu kami) - 04. Assistente (助手?, Joshu) - 05. L'uomo dal museo (博物館の男?, Hakubutsukan no otoko) - 06. White joker (ホワイトジョーカー?, Howaito Jōkā) - 07. Perché ho detto ciò (だからこそ言う?, Dakara koso iu)                                                                     |                                      |                                         |
| 2  | Hungry Joker 2 「ハングリージョーカー」 - Hangurī Jōkā 2 | 4 giugno 2013 ISBN 978-4-08-870763-1 | 25 ottobre 2014 ISBN 978-88-6712-278-3  |
| 2  | Capitoli - 08. I poveri (持たざる者?, Motazarumono) - 09. Suono e Gravità (音と"重力?, Oto a Jūryoku) - 10. Il labirinto della nebbia (霧の迷宮?, Kiri no meikyū) - 11. Donna d'acciaio (鋼鉄の女?, Kōtetsu no on'na) - 12. A tentoni nella nebbia (霧中模索?, Muchu mosaku) - 13. La verità del labirinto (迷宮の真実?, Meikyū non shinjitsu) - 14. Vecchia (ばあちゃん?, Bachan) - 15. Chance Meeting (邂逅?, Kaigō) - 16. Veri colori (正体?, Shotai) - 17. Soldato di Maria (戦士の聖母?, Senshi no Maria) |                                      |                                         |
| 3  | Hungry Joker 3 「ハングリージョーカー」 - Hangurī Jōkā 3 | 4 luglio 2013 ISBN 978-4-08-870772-3 | 20 febbraio 2016 ISBN 978-88-6712-297-4 |
| 3  | Capitoli - 18. L'asta di Eureka (エウレカオークション?, Eureka ōkushon) - 19. Cosa desideravo (欲してるのは?, Hoshiteru non wa) - 20. Il frutto nero (黒い果実?, Kuroi kajitsu) - 21. Umani contro dei (人間 ｖｓ.神?, Ningen Bāsasu kami) - 22. Il bianco dipinge il nero (黒を塗り潰す白?, Kuro O nurisubusu shiro) - 23. Carta vincente (貪欲な切り札?, Don'yokuna kirifuda) - 24. Haiji (ハイジ?, Haiji)                                                                                                   |                                      |                                         |

## One shot
Intitolato dopo l'uscita della serie Hungry Joker: Case 0 è lo one shot originale realizzato da Yuki Tabata da cui è poi nata la serie regolare. In questo capitolo la storia e gli elementi del racconto differiscono molto da quello che poi sarà Hungry Joker, motivo per il quale la serie non ottenne molto successo e fu interrotta al ventiquattresimo capitolo.

### Trama
Mentre fa delle ricerche, Haiji viene attaccato e inghiottito da un Dragone alato; tuttavia è mostrato stare molto a suo agio all'interno del mostro, potendolo analizzare. Da tutt'altra parte, in una piccola città sull'oceano, il governo ha desiderio di sconfiggere le creature chiamate White Joker; gli abitanti però sono scettici al riguardo. Fanno la comparsa anche due sorelle, Alice e Mona, spaventate per aver sentito di un drago dei White Joker comparso nelle vicinanze. Alice dice che proteggerà sempre la sorella minore e quando vede il drago riesce ad ucciderlo; dalla sua bocca esce Haiji e viene creduto un White Joker mandato nella loro città. Dopo non molto laq città sarà attaccata da un mostro marino e grazie all'aiuto delle ragazza e della sua forma Hungry Joker, Haiji riuscirà a sconfiggere la creatura e salvare la città.

### Personaggi
Haijiru Darwin (ハイジル・ダーウィン?, Haijiru Dāwin)
Il protagonista, ripreso poi anche nella serie; è uno scienziato giovane e geniale, attratto da qualsiasi cosa su cui si possa fare ricerche.
Alice (アリス?, Arisu)
Sorella maggiore di Mona, molto protettiva nei suoi confronti. Sarà lei a sconfiggere il drago e liberare Haiji.
Mona (モナ?)
La sorella minore di Alice.